# Пиратуба
Пиратуба (порт. Piratuba) — муниципалитет в Бразилии, входит в штат Санта-Катарина. Составная часть мезорегиона Запад штата Санта-Катарина. Входит в экономико-статистический микрорегион Конкордия. Население составляет 6479 человек на 2006 год. Занимает площадь 145,701 км². Плотность населения — 44,5 чел./км².
Праздник города — 18 февраля.

## История
Город основан 18 февраля 1949 года.

## Статистика
- Валовой внутренний продукт на 2003 составляет 129.598.706,00 реалов (данные: Бразильский институт географии и статистики).
- Валовой внутренний продукт на душу населения на 2003 составляет 20.994,45 реалов (данные: Бразильский институт географии и статистики).
- Индекс развития человеческого потенциала на 2000 составляет 0,806 (данные: Программа развития ООН).

## География
Климат местности: субтропический гумидный.